# Темпоральная реальность (студия)
«Темпоральная реальность» — художественная студия, основанная Владиславом Зубаревым в 1978 году.
Генетически связанная со студией Элия Белютина «Новая реальность», студия развивает художественные принципы и идеи, посвящённые проблеме времени в искусстве.
Экспериментальные упражнения, практикуемые в студии, направлены на выявление новых пластических качеств различных материалов, новых композиционных построений, вызванных, например, столкновением очень далеко отстоящих друг от друга во времени и пространстве идей, образов, предметов, ситуаций, событий.

## Основной состав студии
Владислав Константинович Зубарев (род. 27 января 1937, Смоленск – 6 января 2013, Москва), Наталья Сергеевна Гончарук (Крапоткина) (род. 1936, Москва), Владимир Васильевич Виноградов (род. 1960, Москва), Людмила Анцева (род. 1958 – 2006, Пенза), Мария Гончарук (род. Москва 1960 – 2022, Коломна), Иван Борисович Бурмистров (род. 1962, Москва), Елена Егоровна Быкова (род. 1958, Архангельск), Галина Иванова, Татьяна Гринёва, Ирина Афанасьева (род. 1960, Москва), Геннадий Сафронов, Александр Толока, Александр Подосинов, Дина Ралдугина, Катя Кроник, Светлана Чернова (род. 1962, Москва), Михаил Медведев, Геннадий Голов,  Сергей Шлячков (род. 1956 – 2004, Москва), Сергей Ковалевич, Арне Тыну (Таллинн), Ирина Кушнир (род. 1961, Москва), Евгений Молчанов (род.  1952 – 2021, Волгоград), Татьяна Серова, Сергей Соколов (род. 1954), Наталья Валдаева, Надежда Николаевна Певчева, Александр Владимирович Сафошкин (род. 1980, Москва)
В разное время в деятельности студии принимали участие художники, студенты, не обязательно художественных учебных заведений, рабочие и служащие, юные и пожилые. Работа проходила в московских квартирах, домах, частных мастерских, предоставляемых студии друзьями, знакомыми. Занятия ведутся по саморазвивающейся методической программе.

## Цитаты и избранные теоретические положения «Темпорального искусства»
Реликтовое время — время до человека (постоянное прошлое), протовремя.
Равнодушный рисунок, поверхность, зеркало.
Фактическое время — человеческое время (постоянное настоящее), конкретное время.
Рисунок символических мощных деталей.
Световое время — автономное живое постчеловеческое время (постоянное будущее), поствремя. Рисунок конструкции.
Плоское время — избыточное время. Присутствует всегда и во всем. Каждое его мгновение замыкается на вечность. Проявляется как в калейдоскопе.
Изогнутое время — искаженное или возмущенное время. Результат совмещения разных координат.
Разорванное время — совпадает с пространством, его событиями и объектами, разрываясь по субъектам.
*сохранена терминология студии

## Выставки, семинары, открытые занятия студии
- 2025 — Выставка «Владимир Виноградов. Традиции Студий Новая и Темпоральная реальность». Нижнетагильский музей изобразительных искусств, Нижний Тагил
- 2024 — Выставка Владимира Виноградова «Темпоральные параллели». В рамках выставки мастер-класс. Калужский музей изобразительных искусств, Калуга
- 2023 — Персональная выставка Владимира Виноградова «Традиции Новой и Темпоральной реальности». Музей современного изобразительного искусства на Дмитровской (МСИИД), Ростов-на-Дону
- 2021 — Выставка художников студии Темпоральная реальность «У времени в плену» (Владислав Зубарев, Владимир Виноградов, Иван Бурмистров, Наталья и Мария Гончарук, Галина Иванова, Татьяна Гринёва, Надежда Певчева, Елена Быкова, Александр Толока, Ирина Кушнир, Александр Подосинов, Сергей Соколов, Наталья Валдаева, Александр Сафошкин). В рамках выставки цикл мастер-классов — «Классические методики Новой и Темпоральной реальности». Галерея «А3», куратор Виталий Пацюков, Москва
- 2019 — 26 февраля, Творческий вечер и однодневная выставка студии. Государственный центр современного искусства, ведущие Виталий Пацюков, Владимир Виноградов, Наталья Гончарук, Москва[5]
- 2017 — Мастер-класс Владимира Виноградова для китайских и российских школьников в Русском Центре Науки и Культуры, Пекин
- 2016 — Международный конкурс «Портрет в методиках студии Темпоральная реальность». Центральный дом художника, Москва
- 2016 — Урок живописи для школьников в Русском доме (представительство Россотрудничества), Белград.
- 2016 — «Формулировка времени в темпоральном искусстве». Центр дизайна ARTPLAY, Москва
- 2015 — Цикл открытых мастер-классов Владимира Виноградова «Методики Новой и Темпоральной реальности». Русские центры науки и культуры в Софии, Варшаве, Люксембурге, Риме
- 2014 — 4 апреля, Арт-урок для детей русских эмигрантов. «Первая Славянская школа» в Лиссабоне
- 2014 — 24 сентября, Мастер-класс по методикам студии в рамках выставки «За гранью предметности в русском искусстве второй половины XX века» (концепция и оформление экспозиции выставочного пространства — Владимир Виноградов). Государственный Русский музей (Мраморный дворец), Санкт Петербург[6]
- 2014 — 25 мая, Мастер-класс по методикам студии. Московский музей современного искусства (MMoMA), Москва[7]
- 2013 — 19 июля, Владимир Виноградов  проводит мастер-класс  в концепции развития творческого мышления «Селигер рисовал под дождём» для российских студентов, Тверская область
- 2013 — Серия мастер-классов Владимира Виноградова для студентов и участников Олимпиады Национального исследовательского технологического университета «МИСиС», Москва [8]
- 2012 — 7 октября, Последнее студийное занятие Владислава Зубарева. Институт индустрии моды, Москва
- 2011 — «Владислав Зубарев и ученики». Музей современного изобразительного искусства на Дмитровской (МСИИД), Ростов-на-Дону
- 2011 — «Владислав Зубарев и Владимир Виноградов. Живопись, графика». Донская государственная публичная библиотека, Ростов-на-Дону
- 2009 — Выездное занятие на съёмках фильма «Плоское небо»(режиссёр Татьяна Данилова). Малое Видное, Московская область[9]
- 2009 — «30 лет студии Темпоральная реальность», выставка и презентация книги «Владислав Зубарев и Темпоральная реальность, 1978-2008»/ Составители: Владислав Зубарев, Владимир Виноградов, Александр Сафошкин. Музейный центр РГГУ, куратор Красимира Лукичёва, Москва[10][11]
- 2008 — Выставка живописи Владимира Виноградова, Александра Сафошкина, Ольги Соиновой в археологическом раскопе. Горгиппия (музей), Анапа[12]
- 2005 — Презентация книги Владислава Зубарева «Темпоральное искусство» (формирование экспозиции выставочного зала ГЦСИ — Владимир Виноградов, Александр Сафошкин). Государственный центр современного искусства, куратор Леонид Бажанов, Москва
- 2003 — Слайд программа «Московская студия Темпоральная реальность». Выставка-конкурс «Дизайн 2003» (докладчик Владимир Виноградов, содействие Александр Сафошкин ). Центральный дом художника, Москва
- 1999 — Выставка студии Темпоральная реальность. Государственный выставочный зал «Выхино», Москва
- 1993 — Открытые занятия на выставке «Учебный процесс». Выставочный зал Горкома графиков, Москва
- 1990 — Выставка работ студии, Международный симпозиум «Реклама и искусство 90» (куратор Владимир Виноградов). Дом кино, Ташкент
- 1989 — Выставка живописи, скульптуры, графики (Владислав Зубарев и 25 художников студии), круглый стол в рамках выставки, ведущий Константин Кедров. Центральный дом художника, Москва[13]
- 1989 — Выставка студии Темпоральная реальность (куратор Владимир Виноградов). Выставочный зал Союза художников Коми АССР, Сыктывкар
- 1986 — Слайд программа работ художников студии В.К. Зубарева «Время, Пространство, Свет — Творческая деятельность группы художников Темпоральная реальность» (докладчик Владимир Виноградов). В рамках традиционных семинаров по вторникам. Семинары проводились в Хилковом пер.2, нач.2 отдела ВНИИТЭ С.О. Хан-Магомедовым, ведущий семинаров — А.В. Иконников, ВНИИТЭ, Москва
- 1978 — Внутристудийные «квартирные» выставки «Темпоральная реальность»[14]
- 1969 — Выставка Владислава Зубарева (совместно с Люцианом Грибковым) в подвале «дома Берии» (Вспольный переулок д.1), закрыта силами милиции и госбезопасности. На выставке были представлены работы В. Зубарева «Время», «Фигура времени».[15]

## Работы находятся в собраниях
- Российский государственный архив литературы и искусства
- Работы В.К. Зубарева находятся в собрании Абрамцевского братства (Студия Элия Белютина «Новая реальность»), в частных коллекциях в России и за рубежом, в собрании Министерства культуры Российской Федерации, в Метрополитен-музее,  Музее Зиммерли (США), в государственных музеях Ростова-на-Дону, Симферополя, Севастополя (Крым), хранятся в Государственной Третьяковской Галерее.

## Издания студии
- Зубарев В. Темпоральное искусство: Учебник для студентов средних и высших учебных заведений. — М.: Институт индустрии моды, 2004. — 512 с. ISBN 5-901-62401-8 (ошибоч.)
- Владислав Зубарев и Темпоральная реальность, 1978-2008: 30 лет студии Владислава Зубарева/ Сост. Владислав Зубарев, Владимир Виноградов, Александр Сафошкин. — М.: Институт индустрии моды, 2008. — 338 с. ISBN 5-901624-11-4[16]

## Каталоги и публикации
- В. Зубарев «Живопись, скульптура, студия», Москва, 1995
- «Moscow Russia. The Temporal Reality», V.Zubarev/ Zikovni Svet, №45, januar 2000
- «Moscow Russia. Temporal Art by V.K.Zubarev»/ Zikovni Svet, №88, april 2004
- «БезУмие художника»/ Декоративное искусство, №2, 2005
- «Методика современного искусства»/ Художественная школа № 5(32), 2009
- «В. Зубарев и ученики», каталог выставки, МСИИД, Ростов-на-Дону, 2011
- «В. Зубарев и сподвижники», каталог выставки, Галерея L, Москва, 2012
- «За гранью предметности в русском искусстве второй половины XX века», СПб: Palace Editions, 2014
- «Избранные работы студии Темпоральная реальность»/ Вступительная статья «Владислав Зубарев: Визуальная философия времени» —  Виталий Пацюков, Москва, 2021